# ロバート・J・ラング
ロバート・J・ラング（Robert J. Lang、1961年5月4日 - ）はアメリカの物理学者。世界の主要な折り紙作家およびその理論家の1人でもある。複雑でエレガントなデザイン、特に昆虫や動物のデザインで有名である。折紙の数学を研究し、折り紙の背後にある理論を研究するためにコンピュータを用いている。工学上の問題に対し、現実の折り紙を適用するのに大きな発展をもたらした。

## 学歴や以前の職業

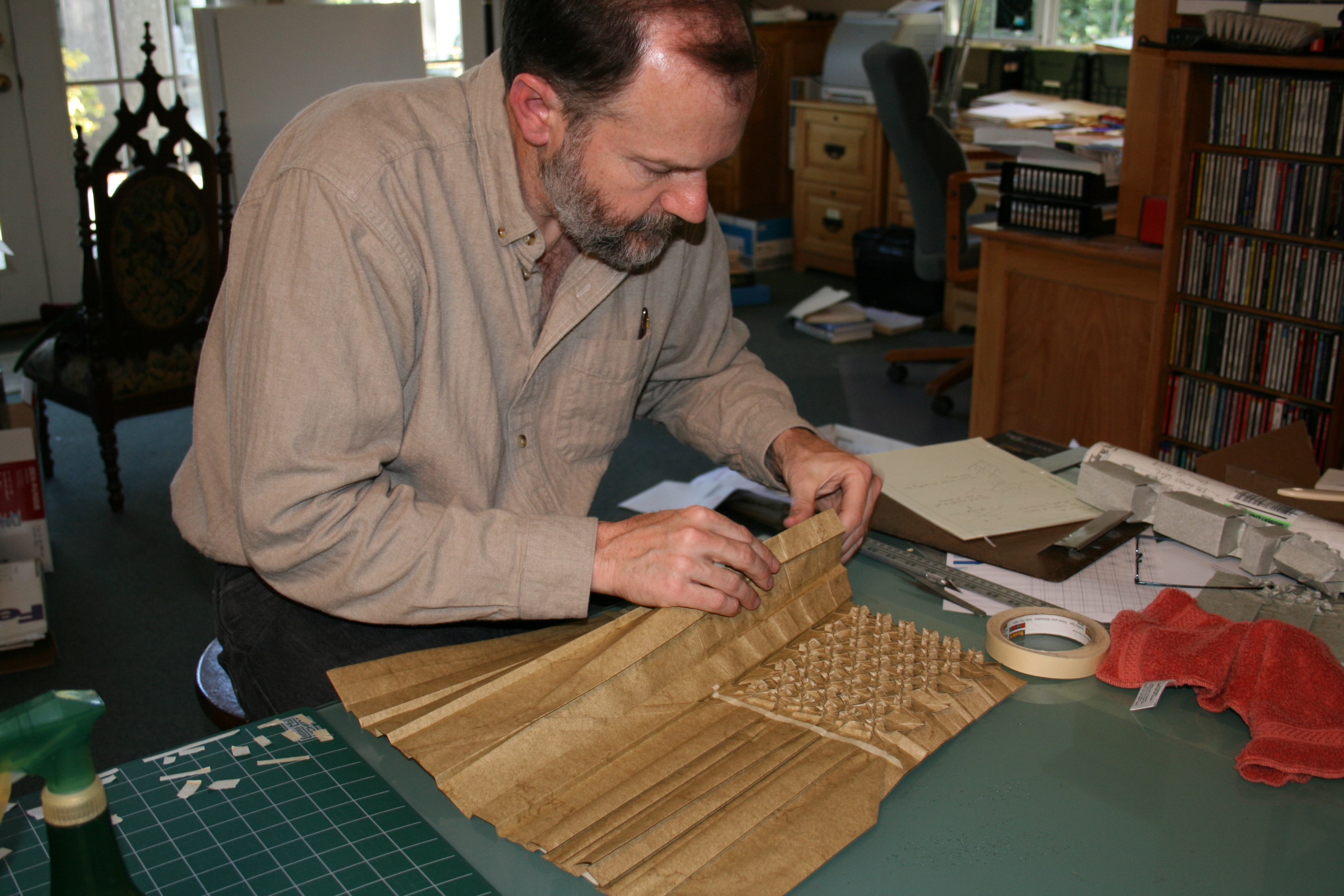
アメリカ国旗を折り紙で折るロバート・ラング。50の星、15本の白線、13本の赤線を1枚の紙から切ることなく折っている。

オハイオ州デイトン生まれ。ジョージア州アトランタで育った。カリフォルニア工科大学で電気工学を学んだ。そこで後に妻となるDianeと出会っている。1983年にスタンフォード大学で電気工学で修士号を取得し、応用物理でPh.D.を取得するためにカリフォルニア工科大学に戻った。Semiconductor Lasers: New Geometries and Spectral Propertiesという論文でPh. D.を取得している。
1988年よりNASAのジェット推進研究所で働き始めた。サンノゼにあるSpectra Diode LabやJDS Uniphaseで科学研究員としても働いていた。
半導体レーザー、光学、集積光エレクトロニクスに関する80以上の論文を単著・共著しており、これらの分野で46の特許を所持している。2001年、工学から離れ、専業の折り紙作家・顧問となった。しかし、自身の物理学のバックグラウンドは継続しており、2007年から2010年までIEEE Journal of Quantum Electronics の編集長を務め、サイプレス・セミコンダクターで非常勤のレーザー顧問も務めていた。現在はカリフォルニア州アラモに住んでいる。

## 折り紙
ラングが折り紙を知ったのは、6歳の時に先生から紹介されたときであった。その時の先生は、教室で彼を楽しませる方法が尽きてしまい折り紙を紹介した。15歳ごろまでに、オリジナルの折り紙パターンを設計していた。学部の勉強のプレッシャーから逃れるために折り紙を用いていた。カリフォルニア工科大学で勉強している間、他の折り紙マスターであるMichael LaFosse、John Montroll、Joseph Wu、Paul Jacksonなどとオリガミ・センター・オブ・アメリカ（現在はオリガミUSAとして知られている）で接触した。
ドイツでポスドクをしている間、ラングと妻はシュヴァルツシルトの鳩時計に夢中になり、3か月間設計し、6か月間実際に折ったことでそれを作ることに成功すると、ラングは折り紙界で大評判となった。
レーザーカッターを用いて複雑な折り目を紙につけるなど、現代技術を最大限活用している。
折紙の数学の主要な理論家の1人とされている。折紙を設計する過程をアルゴリズム化する方法を開発し、藤田・羽鳥の公理に完全な証明を与えた。
ラングは、自身が発展させた様々な折紙の理論に対する現実世界の適用を発見することを専門にしている。これには、ドイツのエアバッグメーカーに対して折りこむパターンを設計することも含まれる。カリフォルニア州リバモアにあり、100mのレンズを薄膜の形状で備えた強力な宇宙望遠鏡を開発しているチームがあるローレンス・リバモア国立研究所と共同研究をしている。ラングは、宇宙空間で広げることができ、どんな恒久的な傷や折り目にも悩まされることがないように、Eyeglassとして知られている巨大なレンズを小さなロケットに合わせる方法を開発すべくチームに従事した。折紙に関する8冊の本および多くの記事の著者・共著者である。2012年3月14日にGoogleで使われた吉澤章生誕101周年のDoodleのデザインも手掛けている。

## 賞など
2012年にアメリカ数学会のフェローとなった。また、広い視野と専門知識を持っているエンジニアであるHinge Visible Expertと認められている。

## 著書
- The Complete Book of Origami; Dover Publications, 1988, ISBN 0-553-38016-8
- Origami Zoo (with Stephen Weiss ); St. Martin's Press, 1989, ISBN 0-312-04015-6
- Origami Sea Life (with John Montroll); Dover Publications, 1990, ISBN 0-486-26765-2
- Origami Animals;  Crescent, 1992 (out of print), ISBN 0-517-07320-X OCLC 439612324
- Origami Insects and their Kin; Dover Publications, 1995, ISBN 0-486-28602-9
- Origami in Action; St. Martin's Press, 1996, ISBN 0-312-15618-9
- Origami Design Secrets:  Mathematical Methods for an Ancient Art. A K Peters. (2003). ISBN 1-56881-194-2